# 圣克鲁斯德皮纳雷斯
圣克鲁斯德皮纳雷斯，是西班牙卡斯蒂利亚-莱昂阿维拉省的一个市镇。总面积41平方公里，总人口201人（2001年），人口密度5人/平方公里。